# Sanderia malayensis
Sanderia malayensis is een schijfkwal uit de familie Pelagiidae. De kwal komt uit het geslacht Sanderia. 